# Cristina Cosentino
Pour les articles homonymes, voir Cosentino.
Cristina Cosentino née le 22 décembre 1997, est une joueuse de hockey sur gazon argentine. Elle évolue au poste de gardien de but au Banco Nación et avec l'équipe nationale argentine.

## Carrière
- Elle a fait ses débuts en équipe première le 26 janvier 2019 à Córdoba contre la Belgique lors de la Ligue professionnelle 2019.

## Palmarès
- : 3e aux Jeux olympiques de la jeunesse en 2014.
- : 1re à la Coupe du monde des U21 en 2016[2].
- : 2e à la Ligue professionnelle 2020-2021.
- : 1re à la Ligue professionnelle 2021-2022.